# Четвёртый участок Тейковского торфопредприятия
Четвёртый уча́сток Те́йковского торфопредприя́тия — деревня в Тейковском районе Ивановской области. Входит в состав Новолеушинского сельского поселения.

## География
Деревня находится в юго-западной части Ивановской области, на расстоянии приблизительно 7 км (по прямой) к юго-западу от города Тейково, административного центра района.

### Часовой пояс
Деревня Четвёртый участок Тейковского торфопредприятия, как и вся Ивановская область, находится в часовой зоне МСК (московское время). Смещение применяемого времени относительно UTC составляет +3:00.

## История
Населенный пункт официально образован уже в XXI веке. В 2002 году ещё не учитывался как отдельный населенный пункт.

## Население
| 2010 |
| ---- |
| 0    |